# I’ve Seen All Good People
Az I’ve Seen All Good People egy Jon Anderson által írt Yes-dal, mely az 1970-es években a klasszikus rock rádiók műsorán gyakran szerepelt.
A The Yes Album negyedik száma kéttételes (a Yes gyakran többtételes zeneműveket írt). Az első tétel a Your Move, amely lényegében arról szól, miképp kell sakkot játszani (Te lépsz!), és olyan részletek vannak benne, amelyek John Lennon Instant Karma!, valamint Give Peace a Chance dalaira utalnak. Sőt a tétel végén, az átvezető részben a Give Peace a Chance, fel is hangzik.
A második tétel az All Good People címet viseli. Ez már nem a sakkjátszmáról szól, hanem annak a sornak az ismétléséről, hogy Láttam a jó embereket, akik miatt visszanéztem az úton, mert olyan fantasztikus volt e látvány!. A jó emberek színelátása egy fiatalos (hippi) életérzés beteljesült csúcspontja. A békesség köteléke.
A Shaw Blades nevű együttes folytatást írt a dalhoz, amely szintén nagy sikert aratott. Az I’ve Seen All Good People-t még ma is hallhatjuk filmzenékben, valamint Sarah Silverman egyik DVD-jén.